# SchoolJam

SchoolJam-Logo von 2013/2014

Der  SchoolJam  ist ein bundesweiter Bandwettbewerb für Nachwuchs- und Schülerbands in Deutschland. Veranstaltet wird der jährlich stattfindende Schülerbandwettbewerb vom SchoolJam e.V., einem gemeinnützigen Verein, der Musik an Schulen nachhaltig fördern und Schülerbands in ihrer musikalischen Entwicklung unterstützen möchte. Gründer der Initiative und 1. Vorsitzender des Vereins ist Gerald Dellmann.
Schüler der Klassen 5 bis 13 sowie Berufsschüler und FSJ-Leistende bis 21 Jahren können teilnehmen. Das Bundesministerium für Familie, Senioren, Frauen und Jugend fördert den SchoolJam. 2018 wurde der Verein mit dem Live Entertainment Award in der „Kategorie Künstler-/Nachwuchsförderung“ ausgezeichnet.

## Ablauf

### Qualifikation
Jedes Jahr können sich Schülerbands in einem Bewerbungszeitraum mit einer Hörprobe bei dem aktuellen SchoolJam-Wettbewerb bewerben. Eine Jury wählt aus den eingereichten Bewerbungen insgesamt 120 Bands aus, die bei einem von insgesamt zwölf Regional-Finalen vor Publikum auftreten. Hier wird entschieden, welche Bands ins Online-Voting weiterkommen. Vor dem Online-Voting werden auf den Portalen von Spiegel Online, Regioactive, der Huffington Post sowie in den Magazinen des PPV-Verlages die Teilnehmer samt Hörproben vorgestellt, die live während den Regional-Finalen aufgezeichnet wurden. Vier Finalteilnehmer werden per elektronischer Wahl ermittelt und weitere vier Bands von einer Fachjury. Auf der Musikmesse Frankfurt spielen die acht Finalisten um den Titel „beste Schülerband Deutschlands“.

### Preise
Die Gewinner gehen nach ihrem Sieg in der Regel auf eine Tournee, die entweder von SchoolJam oder von den Gruppen selbst organisiert wird. Im Sommer nach dem Sieg spielt die Nachwuchsband auf den Bühnen des Hurricane Festivals in Scheeßel und des Southside Festivals in Neuhausen ob Eck. Anschließend traten vereinzelt die SchoolJam-Sieger auf der Music China in Shanghai sowie in London und Los Angeles auf.

## Liste der Sieger
| Saison    | Herkunft           | Name der Band                     | Besetzung zum Zeitpunkt des Sieges |
| --------- | ------------------ | --------------------------------- | --- |
| 2002/2003 | Wilkau-Haßlau      | Instructive                       | [ 10 ] |
| 2003/2004 | Rodersberg         | C–FLOW                            | [ 11 ] |
| 2004/2005 | Geisenheim         | Trivial                           | [ 12 ] |
| 2005/2006 | Haag in Oberbayern | Shenaniganz                       | Daniel, Georg, Tobay, Dominik |
| 2006/2007 | Paderborn          | Peachbox                          | Florian Müller (Gitarre), David Müller (Bass, Gesang), Sven Zumbrock (Schlagzeug), Eduard Telek (Keyboard)                                                                           |
| 2007/2008 | Eschwege           | Glory of Joann                    | Dominik Demandt, Matthias Heising, Andreas Metzler, Lukas Merker |
| 2008/2009 | Deggendorf         | Heavy Ride                        | Josef Blöchl (Gitarre), Andreas Friedrich (Gitarre, Gesang), Maria Saugspier (Bass), Sebastian Krauss (Schlagzeug)                                                                   |
| 2009/2010 | Waging am See      | The Mustard Tubes                 | Daniel Mügge (Gitarre, Gesang), Franz Mangs (Schlagzeug), Emanuel, Tobi |
| 2010/2011 | Bochum             | Artig (früher: Last Exit)         | Max (Gitarre, Gesang), Dave (Gitarre, Gesang), Marten (Bass), Chris (Schlagzeug) |
| 2011/2012 | Achim              | The SECND (früher: Casting Louis) | Timo (Gitarre), Patrick (Gitarre, Gesang), Marcel (Bass), Simon (Schlagzeug) |
| 2012/2013 | Heide              | Goldmouth                         | Tillmann (Gitarre, Gesang) Steffen (Bass, Gesang), Lucas (Schlagzeug, Gesang) |
| 2013/2014 | Friedrichshafen    | Sonic.The Machine                 | Michael Broschek, Luis Krüger, Oli Veser |
| 2014/2015 | Leipzig            | Kind Kaputt (früher: Superheld)   | Gustav, Olli, Johannes, Steven |
| 2015/2016 | Regensburg         | AberHallo!                        | Konse (Gitarre), Chris (Gitarre, Gesang), Elias (Gesang), Felix (Bass, Gesang), Michi (Schlagzeug)                                                                                   |
| 2016/2017 | Köln               | Mikroschrei                       | Janis (Gitarre, Gesang), Milan (Bass), Lasse (Schlagzeug), Talja (Keyboard) |
| 2017/2018 | Coswig             | Funk Fragment                     | Julian Wolf (Gitarre), Johannes Kellig (Bass), Jan Zeimetz (Schlagzeug), Julius Weber (Keyboard)                                                                                     |
| 2018/2019 | Schwerin           | Highheel Sneakers                 | Elias (Percussion), Finn (Schlagzeug), Friedrich (Keyboard), Hendrik (Saxophon), Julius (Posaune), Lucas (Trompete), Otto (Gitarre), Simon (Bass), Sönke (Saxophon), Sophie (Gesang) |